# Dampierre-sur-Avre
Dampierre-sur-Avre település Franciaországban, Eure-et-Loir megyében. Lakosainak száma 763 fő (2022. január 1.). Dampierre-sur-Avre Acon, Droisy, Nonancourt, Saint-Lubin-des-Joncherets, Prudemanche és Bérou-la-Mulotière községekkel határos.

## Népesség
A település népességének változása:
| Lakosok száma | 275  | 320  | 532  | 694  | 693  | 725  | 742  | 738  | 746  | 763  |
|               | 1968 | 1982 | 1990 | 2006 | 2013 | 2015 | 2017 | 2019 | 2020 | 2022 |